# Filialkirche Mariä Reinigung (Gleisdorf)

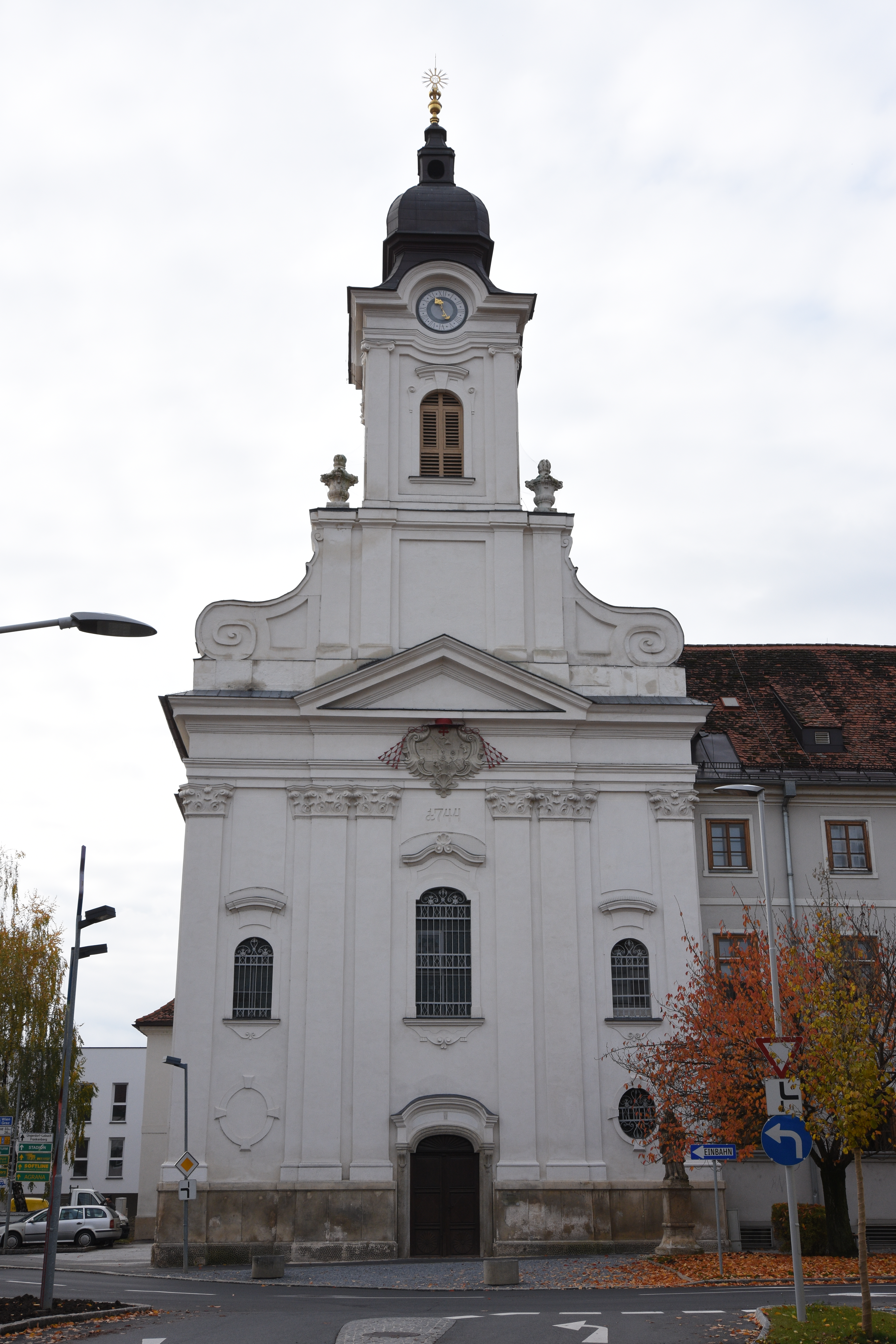
Marienkirche Gleisdorf (2017)

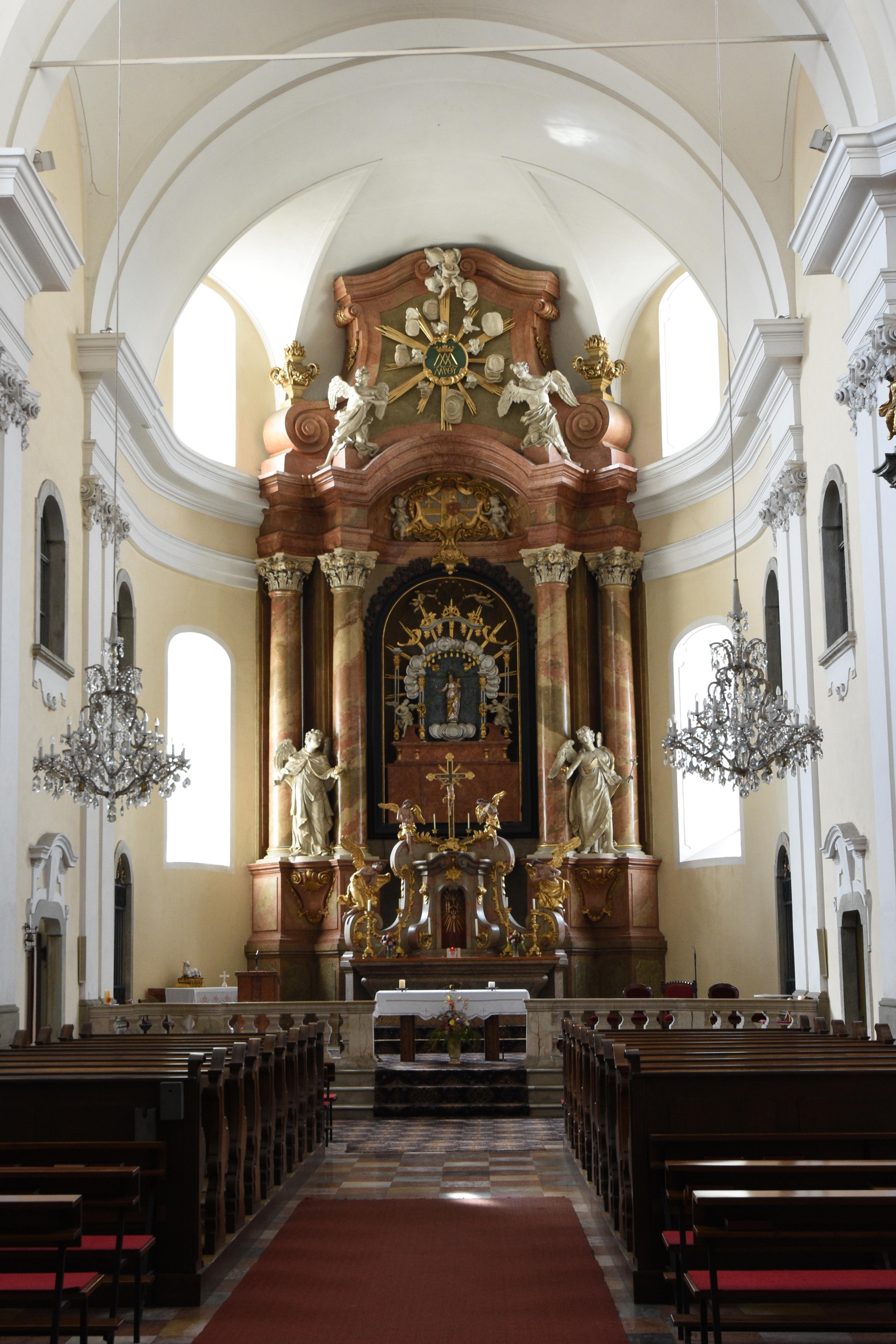
Der Hochaltar Mariä Reinigung (2018)

Die Kirche Mariä Reinigung, ehemalige Piaristenkirche, ist eine Filialkirche in Gleisdorf in der Steiermark.

## Geschichte
Am Standort der Kirche Mariä Reinigung befand sich eine ältere Spitalskirche. 
Der heute bestehende Bau wurde von 1744 bis 1747 unter Kardinal Sigismund von Kollonitz nach den Plänen des Baumeisters Matthias Gerl unter der Leitung von Josef Hueber, Baumeister zu Graz, errichtet, und der Darstellung des Herrn (Mariä Lichtmess, Mariä Reinigung) geweiht. Die spätbarocke Inneneinrichtung stammt aus dem 18. Jahrhundert. 
Im Norden schließt der ehemalige Klostertrakt an, welcher den Piaristen 1774 übergeben und 1824 aufgelassen wurde und seit 1850 bis zu seiner Schließung im Jahre 2014 (Zusammenlegung mit dem BG Weiz per 1. Juli 2014) die Räumlichkeiten des Bezirksgerichts beherbergte. Beide, Kirche (Listeneintrag) wie ehemaliges Piaristenkloster (Listeneintrag), stehen unter Denkmalschutz.

## Baubeschreibung
Am Hochaltar, der mit Stuckmarmor verziert ist, befindet sich das Kollonitsch-Wappen und in dessen Mitte eine Marienstatue aus der alten Spitalskirche. Neben einem freistehenden Tabernakel befinden sich an den Seiten des Mitteljochs je ein Doppelaltar mit Bildern der Heiligen Johannes Nepomuk und der Gottesmutter Maria, sowie der Maria, der heiligen Anna und des heiligen José Calasanz, des Stifters des Piaristenordens. Die Kanzel wurde um 1770 von Johann C. Schulz gestaltet.
Ab 2011 wird die Marienkirche restauriert, dabei bekommt die seit 1895 gelbe Außenfassade wieder ihre ursprüngliche hellgraue Farbe.